# Kvarntorps naturreservat
Kvarntorp är ett naturreservat intill Näshultasjön i Eskilstuna kommun. Reservatet är beläget cirka 17 kilometer söder om Eskilstuna centrum. Syftet med Kvarntorps naturreservat är att "säkerställa och utveckla områdets höga värden för biologisk mångfald, lyfta fram områdets kulturhistoriska bakgrund samt utveckla områdets attraktivitet och tillgänglighet för det rörliga friluftslivet". Sörmlandsleden passerar genom området.

Historisk karta över Kvarntorp med omnejd.